# 起飛 (畢業歌專輯)
《起飛》為台灣第3張《高中原創畢業歌合輯》，收錄2張CD共33首歌曲，包括同名主打歌《起飛》。該專輯於2014年8月發布。入選的31所學校，聯合創作發表了同名歌曲。

## 參與高中及收錄曲目
1. 冠軍：鳳新高中《乎恁的歌》
2. 亞軍：大灣高中《記憶拼圖》
3. 季軍：竹北高中《有你》
4. 內湖高中《以風為名的青春》
5. 松山高中《青春的形狀》
6. 彰化女中《迴》
7. 道明中學《在你身邊》
8. 麗山高中《蛋餅薯餅》
9. 家齊女中《Dream Out Loud》
10. 武陵高中《身旁》
11. 蘭陽女中《再一啟》
12. 師大附中《附在心中》
13. 南大附中《手牽手》
14. 明道中學《向前看齊》
15. 協同中學《夢想》
16. 高雄市立新莊高中《破繭》
17. 辭修高中《啟誠》
18. 彰化高中《那些夢》
19. 及人高中《希望你還記得我》
20. 桃園高中《好好想你》
21. 嘉義高中《旭・青春》
22. 萬芳高中《我的信念》
23. 大園國際高中《初心》
24. 中山女高《心繫》
25. 嘉義女中《秘密基地》
26. 新豐高中《我們》
27. 南山高中《回憶一直都在》
28. 陽明高中《雛鳥》
29. 成功高中《濟城三年》
30. 景美女中《美景別離》
31. 台南一中《候鳥》